# Achille Baraguey d’Hilliers
Louis Achille Baraguey d’Hilliers (ur. 6 września 1795 w Paryżu, zm. 6 czerwca 1878 w Amélie-les-Bains) – francuski generał, marszałek Francji .
Achille był synem napoleońskiego generała Louisa Baraguey d’Hilliers zmarłego w 1813 roku.
Miał tylko jedenaście lat, kiedy wcielono go do 9. pułku dragonów, co miało miejsce w 1806 roku. W następnym roku wstąpił do Prytanée National Militaire. W 1812 roku służył w 2 pułku strzelców w randze porucznika. Brał udział w wyprawie na Rosję w 1812 roku. W sierpniu 1813 roku został mianowany porucznikiem i adiutantem marszałka Marmonta. Kilka miesięcy później, 18 października 1813, stracił nadgarstek lewej ręki od kuli armatniej w bitwie pod Lipskiem. Walczył pod rozkazami Napoleona pod Quatre-Bras.
W latach 1823–1825 pozostawał w Hiszpanii. W 1830 po zdobyciu Algieru został pułkownikiem .
W 1854 roku dowodził francuską ekspedycją na Bałtyku w czasie wojny krymskiej. Zdobył fortecę Bomarsund w Sund. To niewielkie zwycięstwo dało mu tytuł marszałka Francji, co stało się 28 sierpnia 1854 .